# Daryl van Wouw
 (mars 2025).
Si vous disposez d'ouvrages ou d'articles de référence ou si vous connaissez des sites web de qualité traitant du thème abordé ici, merci de compléter l'article en donnant les références utiles à sa vérifiabilité et en les liant à la section « Notes et références ».
Daryl Van Wouw est un styliste néerlandais, né le 9 mars 1977 à Veenendaal.
Il s'inspire beaucoup de ses origines afro-latines mais aussi de musiques (notamment Björk, hip-hop...) afin de créer des rythmes de couleurs et de motifs dans ses créations vestimentaires. Il a collaboré avec l'artiste néerlandais Jimmy Rage pour la création de la musique et des décors pour ses défilés, ainsi qu'avec le groupe néerlandais Relax (nl), qui a joué lors d'un de ses défilés.